# Youngwood
|  | Dieser Artikel wurde aufgrund von inhaltlichen Mängeln auf der Qualitätssicherungsseite des Projektes USA eingetragen. Hilf mit, die Qualität dieses Artikels auf ein akzeptables Niveau zu bringen, und beteilige dich an der Diskussion! Eine nähere Beschreibung der zu behebenden Mängel fehlt. |

Youngwood ist eine Gemeinde (borough) im Westmoreland County im US-Bundesstaat Pennsylvania. Das U.S. Census Bureau hat bei der Volkszählung 2020 eine Einwohnerzahl von 2.975 auf einer Fläche von 4,9 km² ermittelt. Die Bevölkerungsdichte liegt bei 633 Einwohnern je km².

## Einwohner
Gemäß der Volkszählung 2010 waren 87,68 % Weiße, 11,65 % Schwarze, 0,24 % Indigene, 0,17 % Asiaten und 0,26 % andere bzw. Mischlinge. Die Einwohnerzahl ist seit mehreren Jahrzehnten rückläufig.

## Persönlichkeiten
- George Blanda (1927–2010), American-Football-Spieler